# Галогеніди срібла
Галогені́ди срі́бла — неорганічні бінарні сполуки срібла та галогену загального вигляду AgmXn, де X — атом галогену.

## Опис
З відомих сполук до галогенідів срібла відносять фториди, хлорид, бромід та йодид срібла:

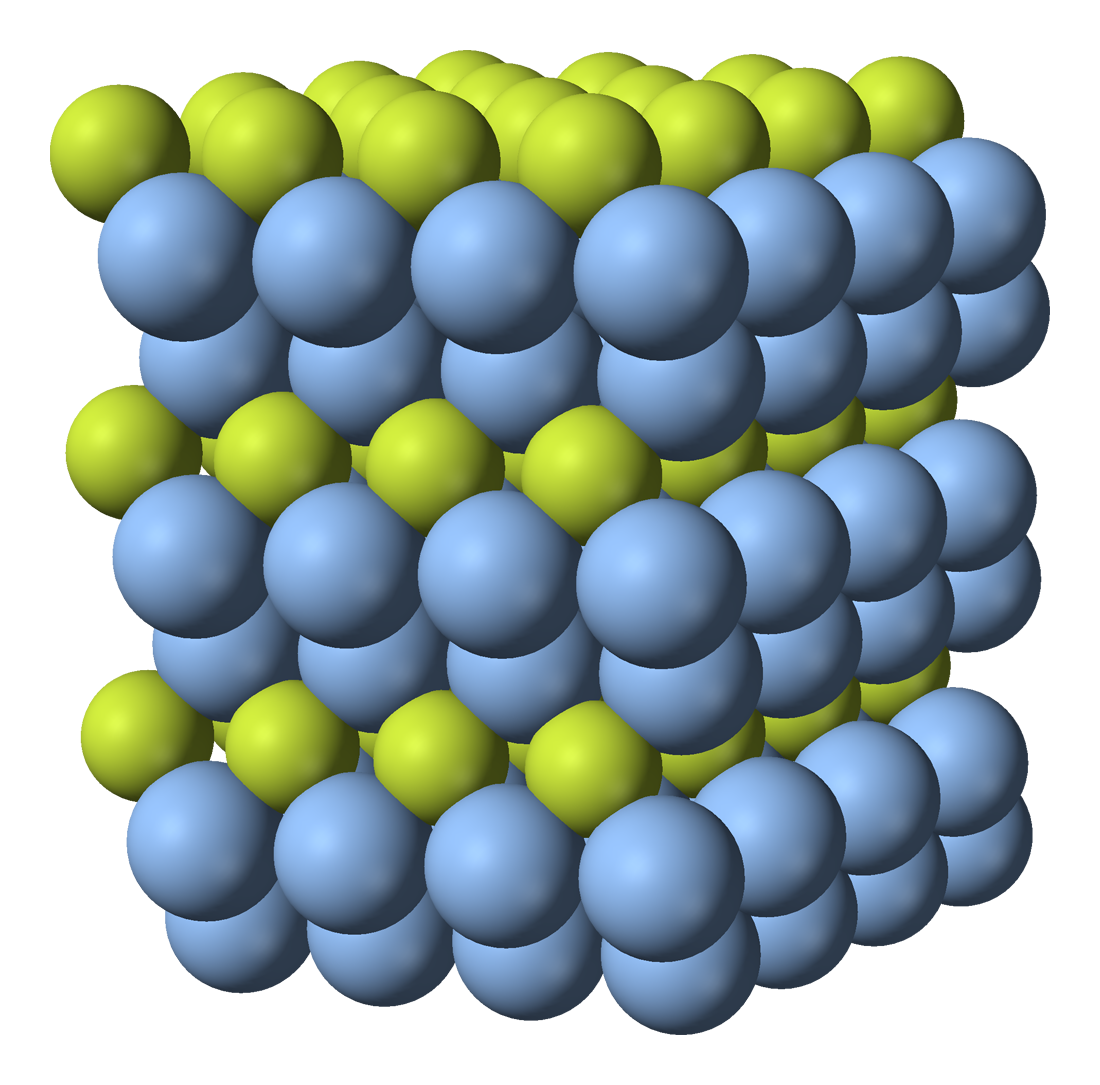
Геміфторид срібла[en] (Ag2F)
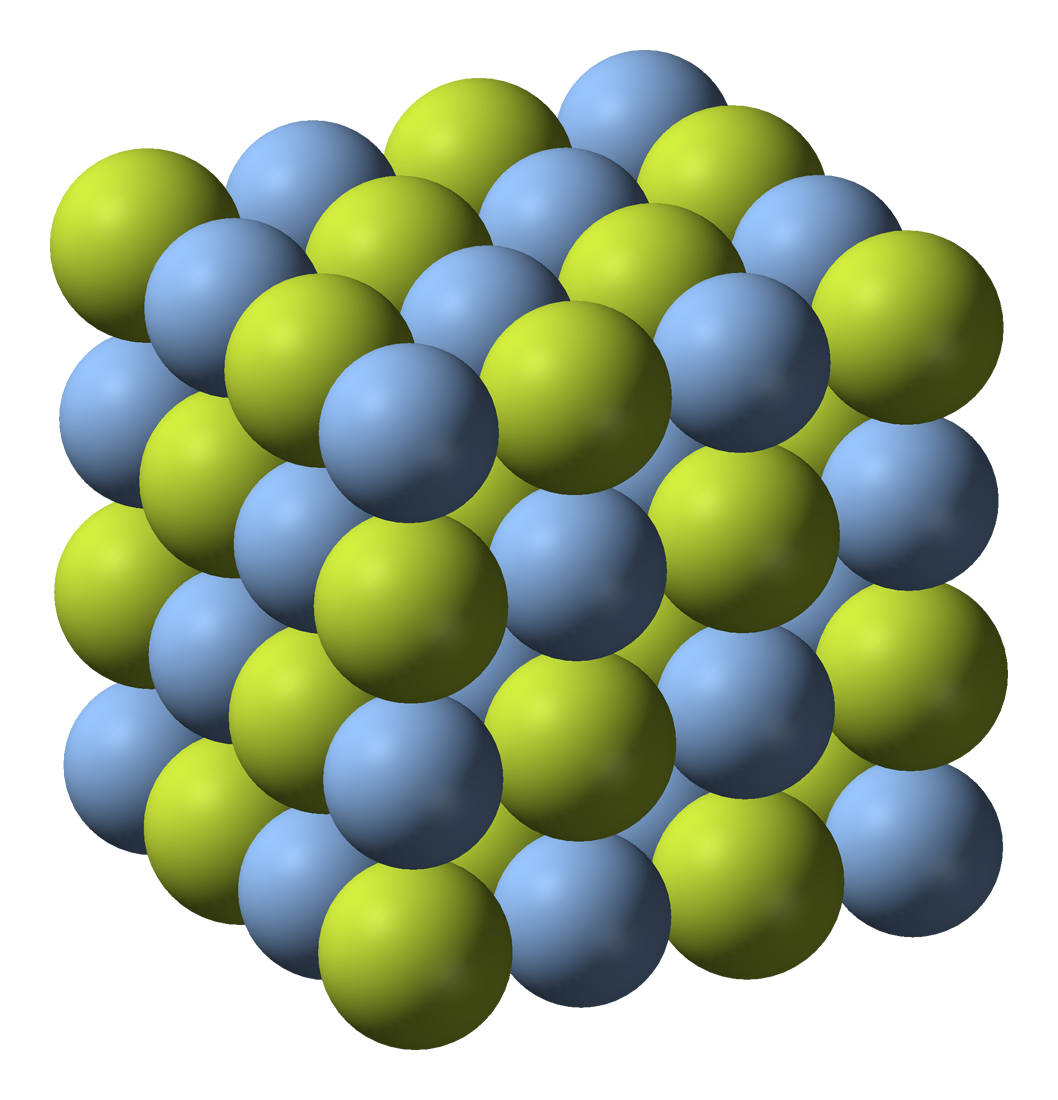
Фторид срібла(I)[en] (AgF)
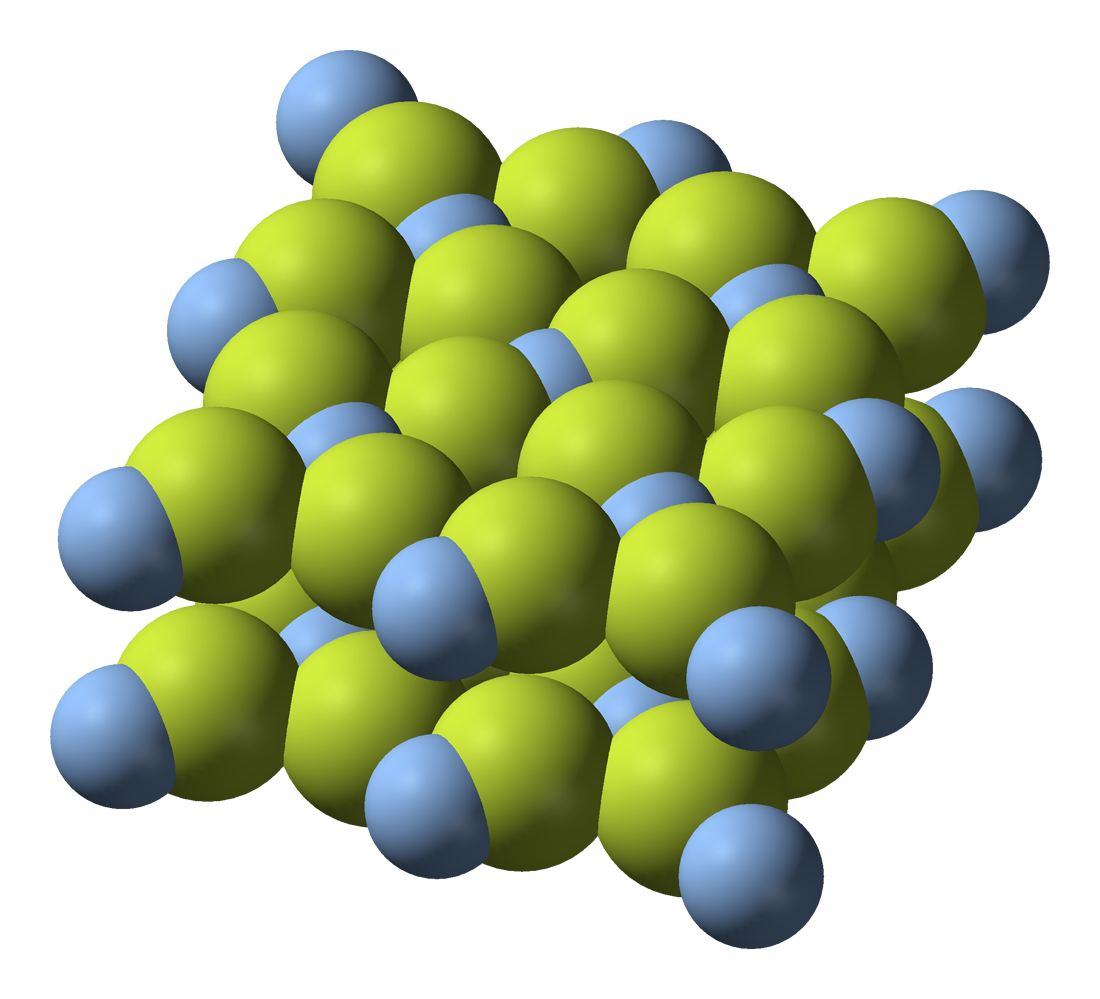
Фторид срібла(II)[en] (AgF2)
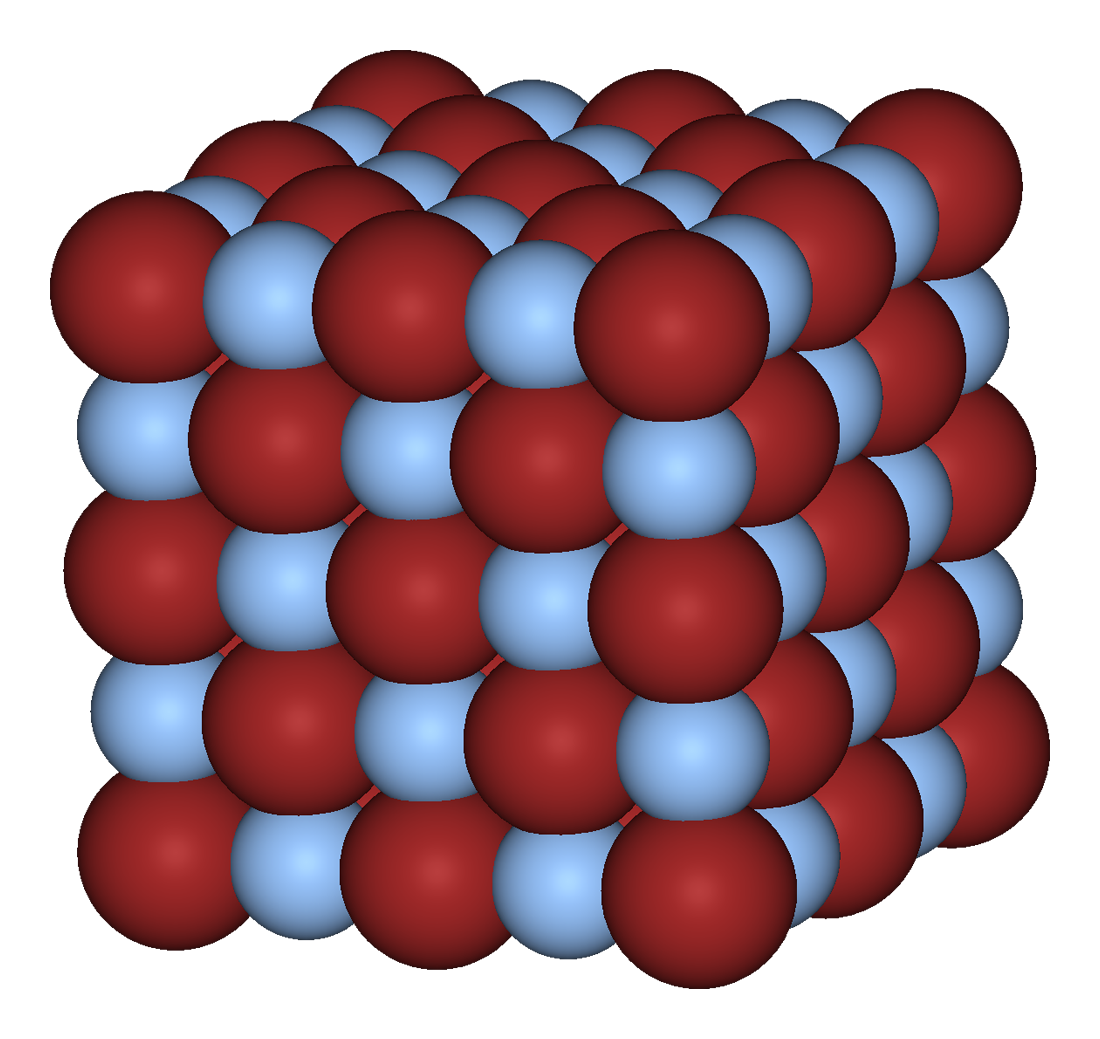
Бромід срібла(I)  (AgBr)
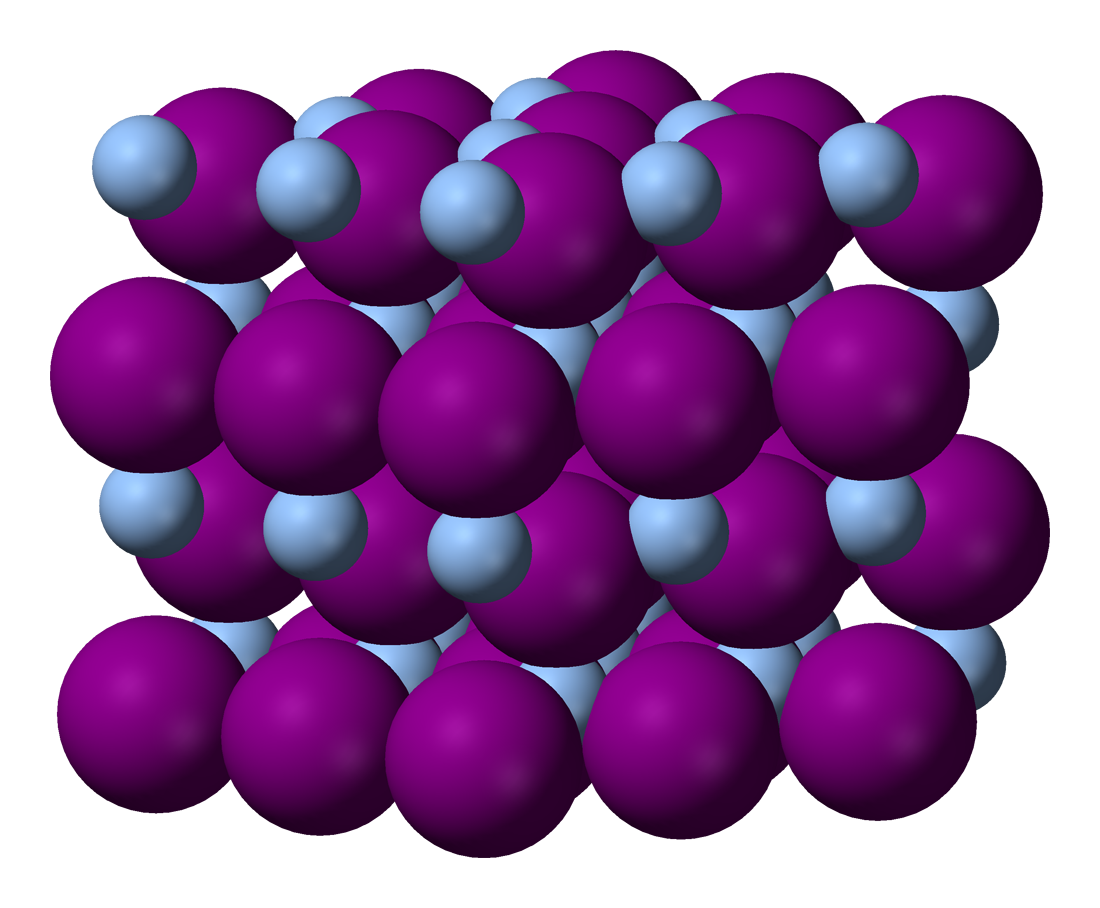
Йодид срібла(I) (AgI)
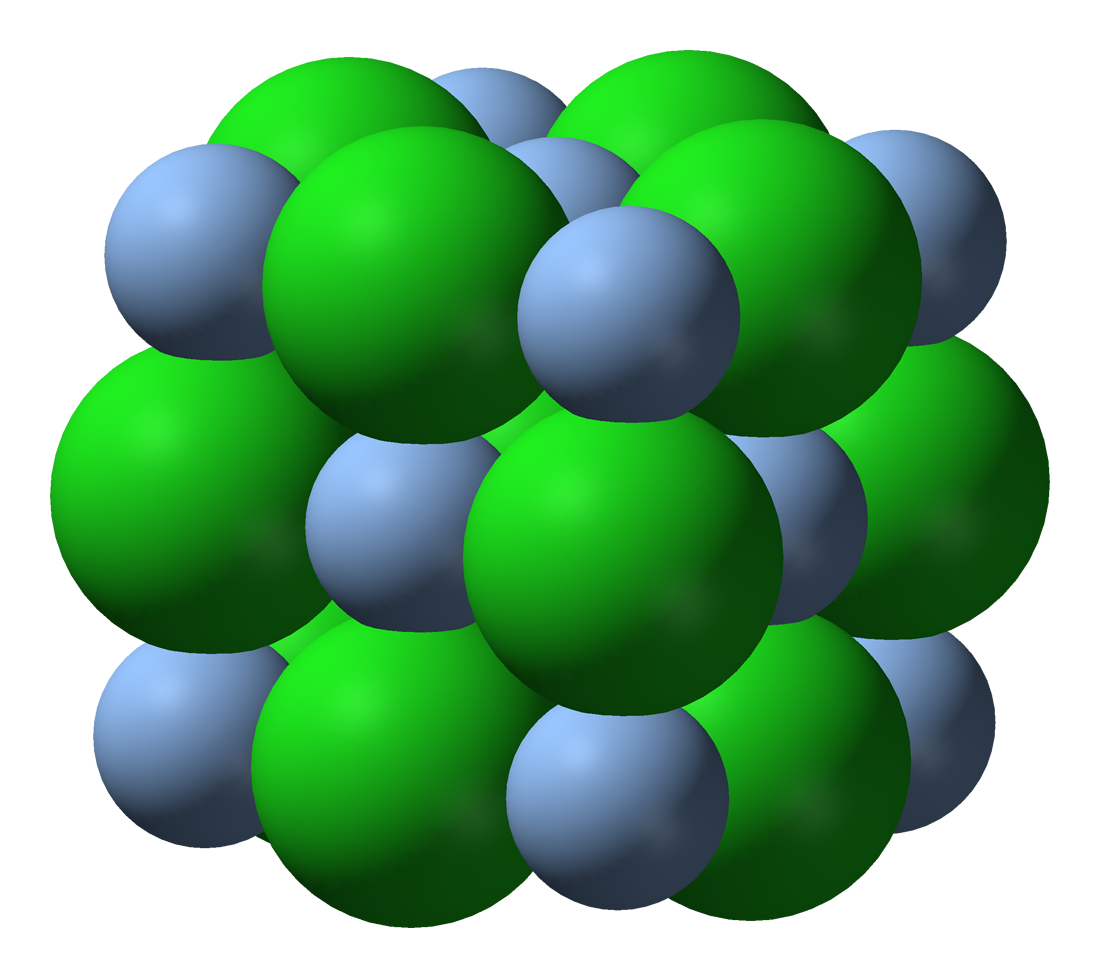
Хлорид срібла(I) (AgCl)

## Властивості
Розчинні в надлишку відповідних галогенводневих кислот, при цьому утворюються галогенідні комплекси. Також розчиняються в розчинах ціанідів та тіосульфатів лужних металів, водному аміаку з утворенням комплексних іонів. Відновлюються до металевого срібла органічними та неорганічними відновниками, якими можуть виступати цинк, свинець, водень, гідразин, гідрохінон та інші речовини.

## Отримання
Галогеніди срібла одержують або реакціями металевого срібла з відповідними галогенами у присутності води за високої температури, або обмінними реакціями між розчинними солями срібла та галогенідами металів. Також деякі можна отримати дією концентрованої галогенводневої кислоти на срібло.

## Застосування
Застосовують у виробництві світлочутливих матеріалів різних оптичних детекторів. У хімії — як каталізатори, люмінофори, тверді електроліти.